# Quai de la Fraternité
Le quai de la Fraternité — anciennement quai des Belges — est le quai bordant le front est du Vieux-Port de la ville de Marseille, en France. 

## Situation et accès
Il relie le quai de Rive-Neuve, au sud, au quai du Port, au nord. Il accueille respectivement, entre les quartiers de Belsunce (1er) et de l'Opéra (1er), la rue de la République, la Canebière et le cours Jean-Ballard
Le quai de la Fraternité est accessible à l'arrêt « Vieux-Port » de la ligne M1 du métro. C'est face à ce dernier que s'amarrent les bateaux rapides et touristiques vers le château d'If, les îles du Frioul et le port de Cassis et que chaque jour est hébergé le marché aux poissons du Vieux-Port de Marseille.
À partir de ce quai on accède, au nord, à la rue de la République, à l'est à la Canebière, au sud à la rue Breteuil, au nord-ouest au quai du Port et au sud-ouest au quai de Rive Neuve. Dans le cadre de la Capitale européenne de la Culture 2013, le quai de la Fraternité a été élargi, aux dépens de la rue, en une vaste zone piétonne agrémentée d'une ombrière due à l'architecte Norman Foster, l'Ombrière du Vieux-Port de Marseille. 

### Aménagement piétonnier
Son importance pour le transport routier a diminué avec la construction du tunnel du Vieux-Port inauguré en 1967. En 2013, dans le cadre de la Capitale européenne de la culture, connue sous l'appellation « Marseille-Provence 2013 », le quai a cependant bénéficié d'un nouvel aménagement piétonnier spécialement dédié à l'évènement.

## Origine du nom
Ce nom rappelle la devise de la République française : « Liberté, Égalité, Fraternité ».

## Historique
Dans son prolongement se trouvait le site initialement aménagé par les Phocéens, le Lacydon, dont les ruines archéologiques sont aujourd'hui sauvegardées dans le « Jardin des Vestiges ».  
Poumon économique depuis l'Antiquité, le port est constamment réaménagé. Au XVIIe siècle, la structure de pierre voit le jour. C'est là que les navires marchands accostent, faisant de cette partie du port un centre névralgique du transport de marchandises et de passagers jusqu'en 1840, date de l'aménagement du Bassin de la Joliette. Il s'ensuit un transfert des activités logistiques vers la rive nord de la rade de Marseille, alors que le Vieux-Port en devient le pivot administratif, commercial, et artistique.
Ce quai a connu successivement plusieurs noms : « quai des Augustins » (XVIe-XVIIe s.), « quai Rousseau » (1789), quai Impérial (1807), quai Monsieur (1814), quai d'Orléans (1849), quai Napoléon (1853), quai de la Fraternité (1871) et quai des Belges (1915). Depuis 2013, le nom de quai de la Fraternité lui est de nouveau officiellement associé,,. 

### Le Pavillon flottant
La société nautique de Marseille est créée en 1887 sur le Vieux-port. Le 15 janvier 1899, elle installe sur le quai le « Pavillon flottant » qui servira de siège à l'institution. Il sera réquisitionné par le service social des travailleurs en Allemagne, mais il restera amarré sur le quai. 
Le 31 janvier 1957, ce bâtiment nautique est détruit par un incendie. Il sera reconstruit grâce au concours de l'architecte André Devin et est désormais classé  à l'inventaire supplémentaire des monuments historiques.

Quelques vues du quai
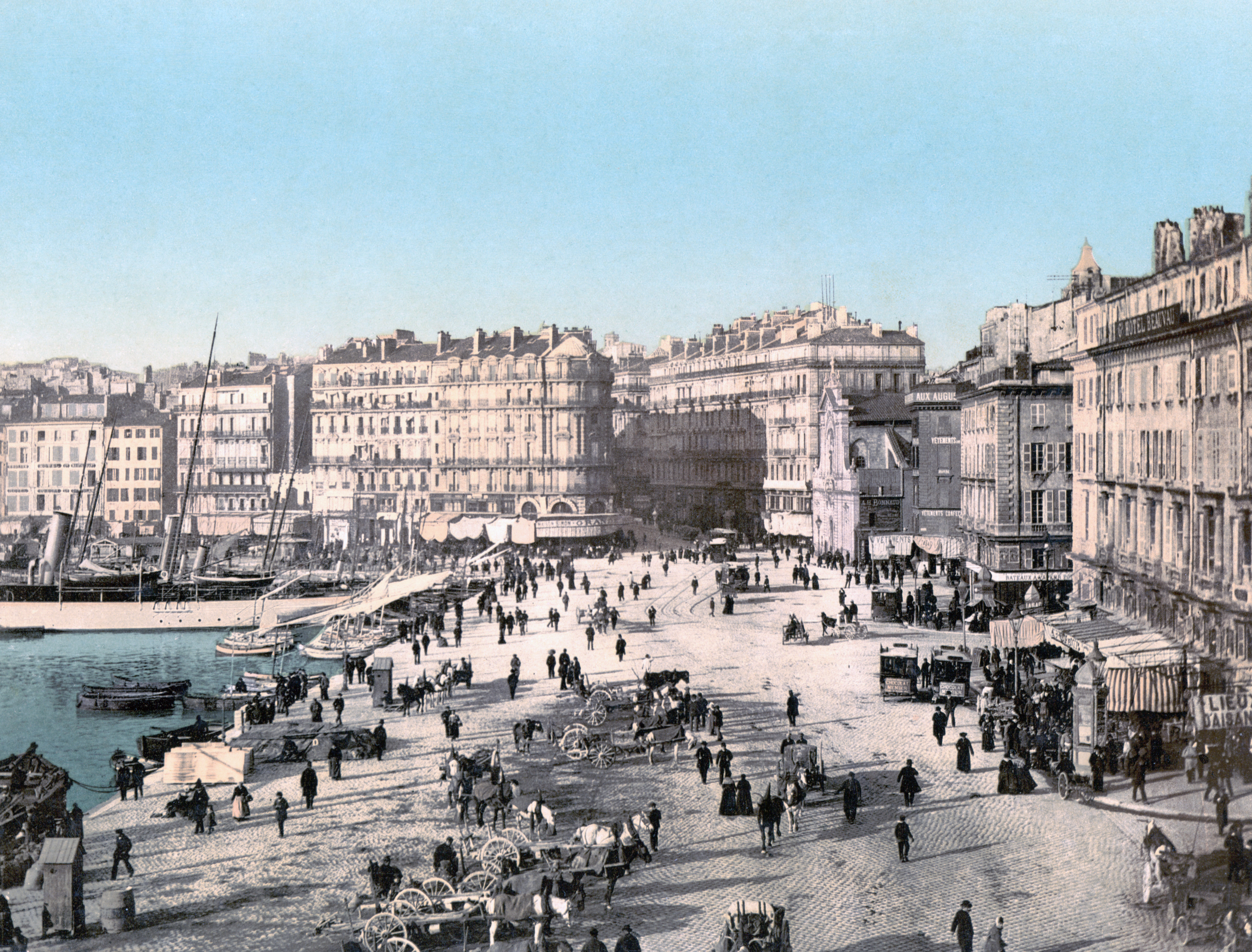
Vue du quai vers 1900.
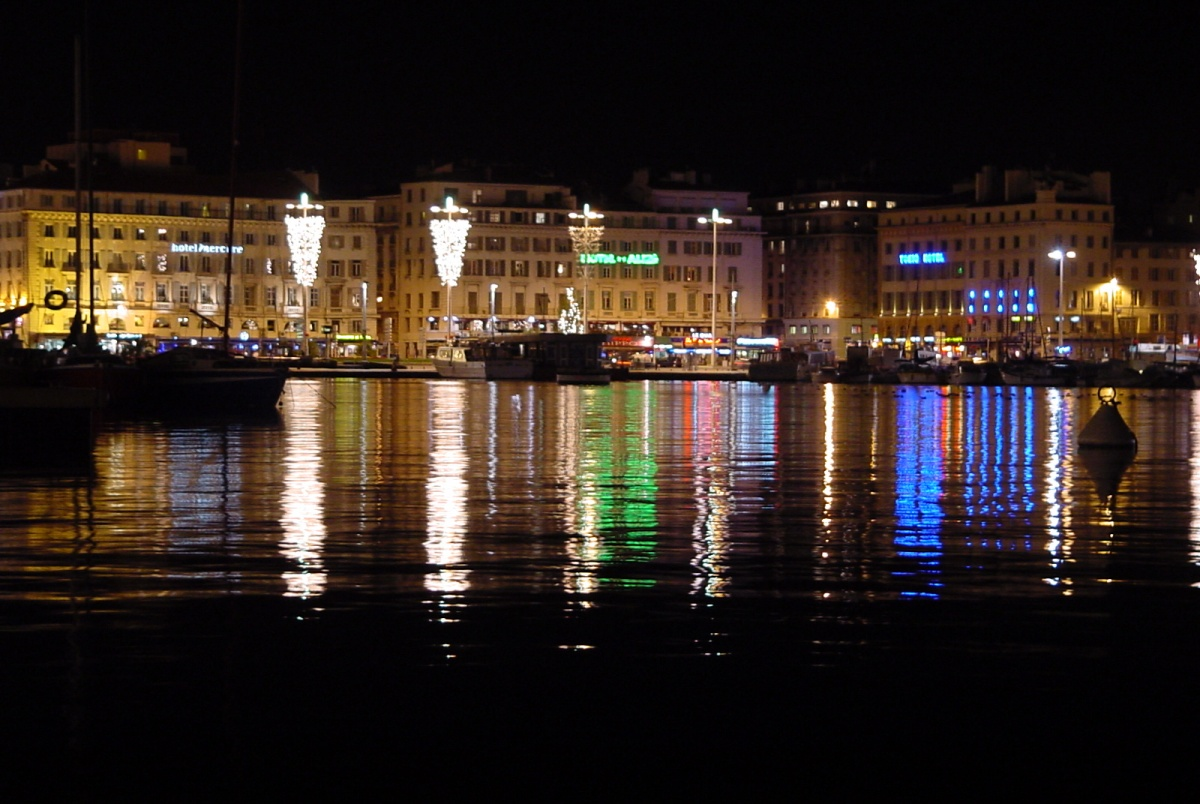
Le quai de la Fraternité, la nuit.
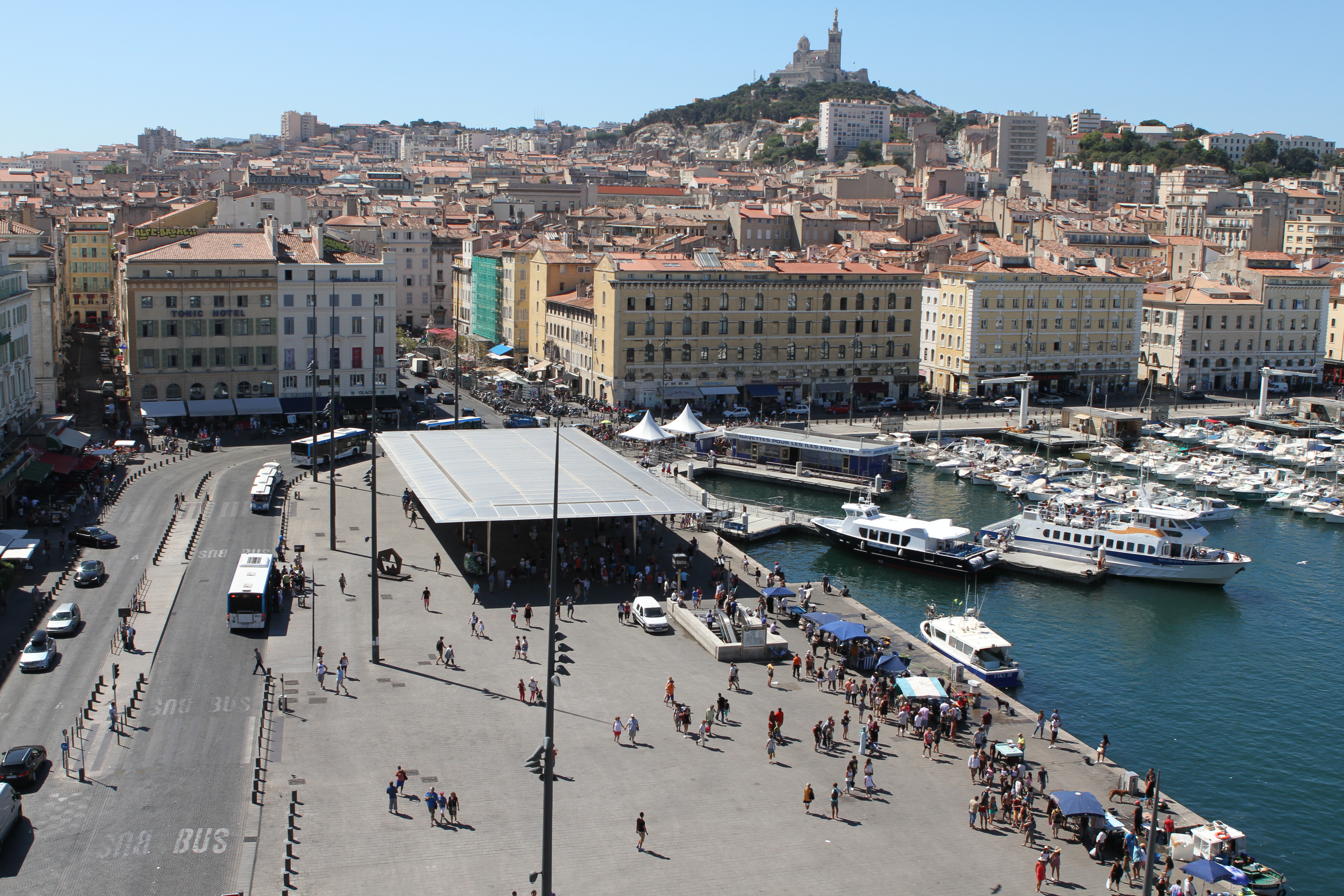
Le quai, l'ombrière du Vieux-Port et la « Bonne Mère » qui domine la ville.

## Bâtiments remarquables et lieux de mémoire

L'Ombrière du Vieux-Port de Marseille.

- L'Ombrière du Vieux-Port, posée à six mètres au-dessus du quai : une ombrière-miroir géante qui réfléchit les passants avec des reflets de ciel, de mer et de soleil.

- no 25 (ancien no 3) : bar-restaurant Le Brûleur de loups, rendez-vous des proches du surréalisme durant la Seconde Guerre mondiale, dont André Breton, Victor Brauner, Frédéric Delanglade, Oscar Dominguez, Marcel Duchamp, Max Ernst, Wifredo Lam, Jacques Hérold, Jacqueline Lamba, Georges Malkine, André Masson, Benjamin Péret et Remedios Varo[6]. Devenu la brasserie  OM Café au XXIe siècle.